# Gare de Tallone
La gare de Tallone, est une ancienne halte ferroviaire française, située a Tallone, commune du département de la Haute-Corse, en région Corse.